# Saint-Martin-d’Arberoue
Saint-Martin-d’Arberoue település Franciaországban, Pyrénées-Atlantiques megyében. Lakosainak száma 348 fő (2022. január 1.). Saint-Martin-d’Arberoue Armendarits, Isturits, Méharin, Orègue, Saint-Esteben és Amorots-Succos községekkel határos.

## Népesség
A település népessége az elmúlt években az alábbi módon változott:
| Lakosok száma | 325  | 316  | 327  | 315  | 324  | 332  | 341  | 343  | 348  |
|               | 2013 | 2015 | 2016 | 2017 | 2018 | 2019 | 2020 | 2021 | 2022 |